# Nuala Fennell
Pour les articles homonymes, voir Fennell.
Nuala Fennell, née Campbell le 25 novembre 1935 et décédée le 11 août 2009, est une femme politique, membre du parti de Fine Gael, économiste et activiste irlandaise, qui est Secrétaire d'État à la condition féminine et au droit de la famille de décembre 1982 à janvier 1987. Elle est également Teachta Dála (TD) dans la circonscription de Dublin South de 1981 à 1987 et de 1989 à 1992, ainsi que sénatrice de 1987 à 1989.

## Biographie
Fennell est l'une des principales militantes des droits des femmes des années 70, comme le montre sa participation au mouvement de libération des femmes irlandaises, qu'elle quitte en 1971 à cause de divergences d'opinion. Fennell participe à la mise en place du tout premier refuge pour les femmes battues à Dublin.
Elle est élue aux élections générales de 1981 du 22ème Dàil, en tant que députée de Fine Gael dans la circonscription de Dublin South. Après l'élection, Fine Gael forme une coalition gouvernementale avec le parti travailliste, et Fennell est une députée de Fine Gael très influente.
Le parti Fianna Fáil récupère le pouvoir quelque temps après les élections générales de février 1982, mais Fine Gael reprend le pouvoir plus tard dans l'année après les élections générales de novembre 1982, et Fennell est nommée secrétaire d'État au département du Taoiseach et au département de la justice pour la condition féminine et le droit de la famille,.
Elle perd son siège aux élections générales de 1987, et est nommée par le Taoiseach Garret FitzGerald au 17ème Seanad juste avant la fin de son mandat. Elle est ensuite élue au 18e Seanad au panel du travail. Aux élections générales de 1989, elle revient au 26e Dàil, mais elle se retire de la vie politique lors des élections générales de 1992. Elle laisse derrière elle son mari Brian, ainsi que leurs trois enfants.